# LWL-Klinik Warstein

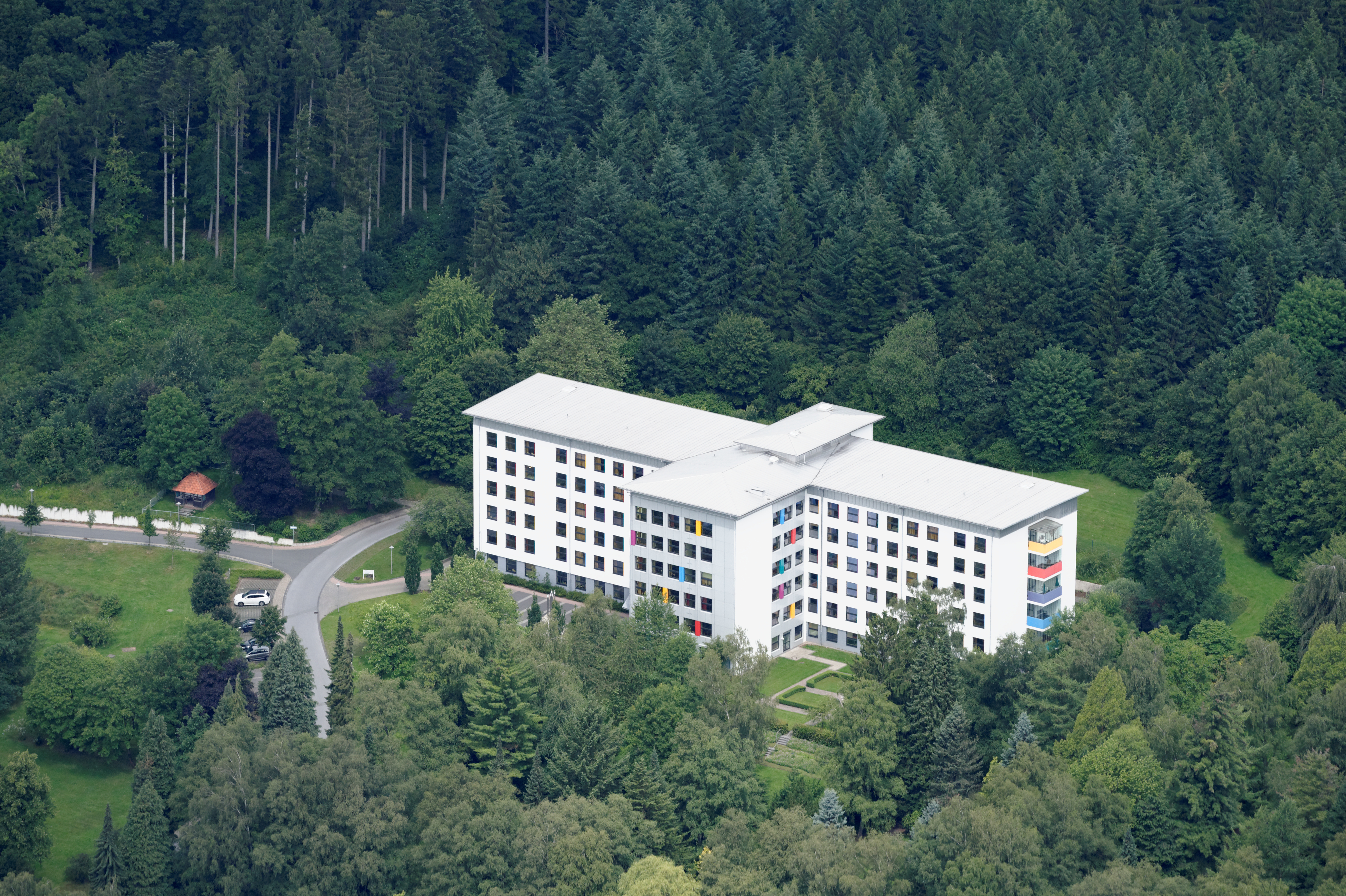
Gebäude der LWL-Klinik Warstein

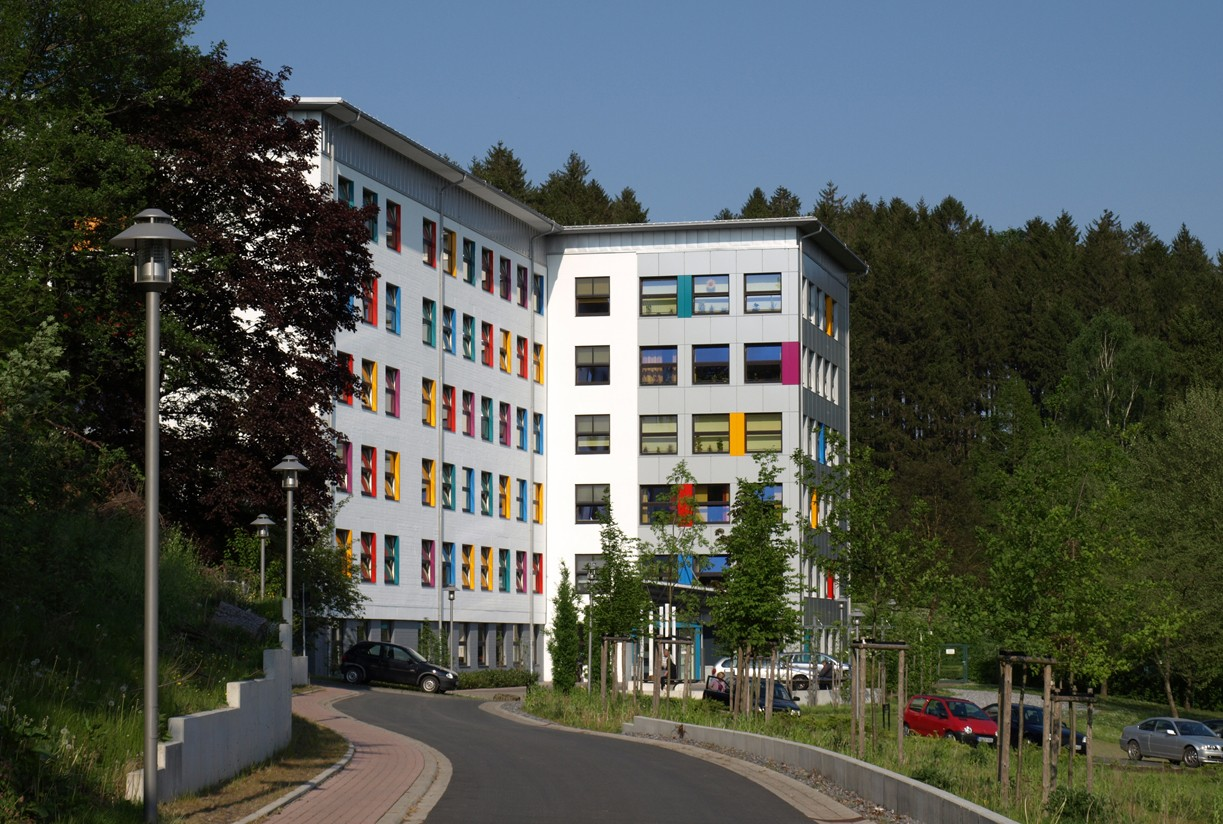
LWL-Klinik Warstein

Die LWL-Klinik Warstein für Psychiatrie, Psychotherapie und Psychosomatik ist eine Einrichtung des Landschaftsverbands Westfalen-Lippe (LWL) und Teil der LWL-Gesundheitseinrichtungen im Kreis Soest. Sie hält am Standort Warstein mit den Abteilungen Allgemeine Psychiatrie, Depressionsbehandlung, Gerontopsychiatrie und Suchtmedizin das komplette Spektrum psychiatrischer Angebote vor. Darüber hinaus werden teilstationäre und ambulante Behandlungsmöglichkeiten in der Abteilung Integrative Psychiatrie und Psychotherapie angeboten.

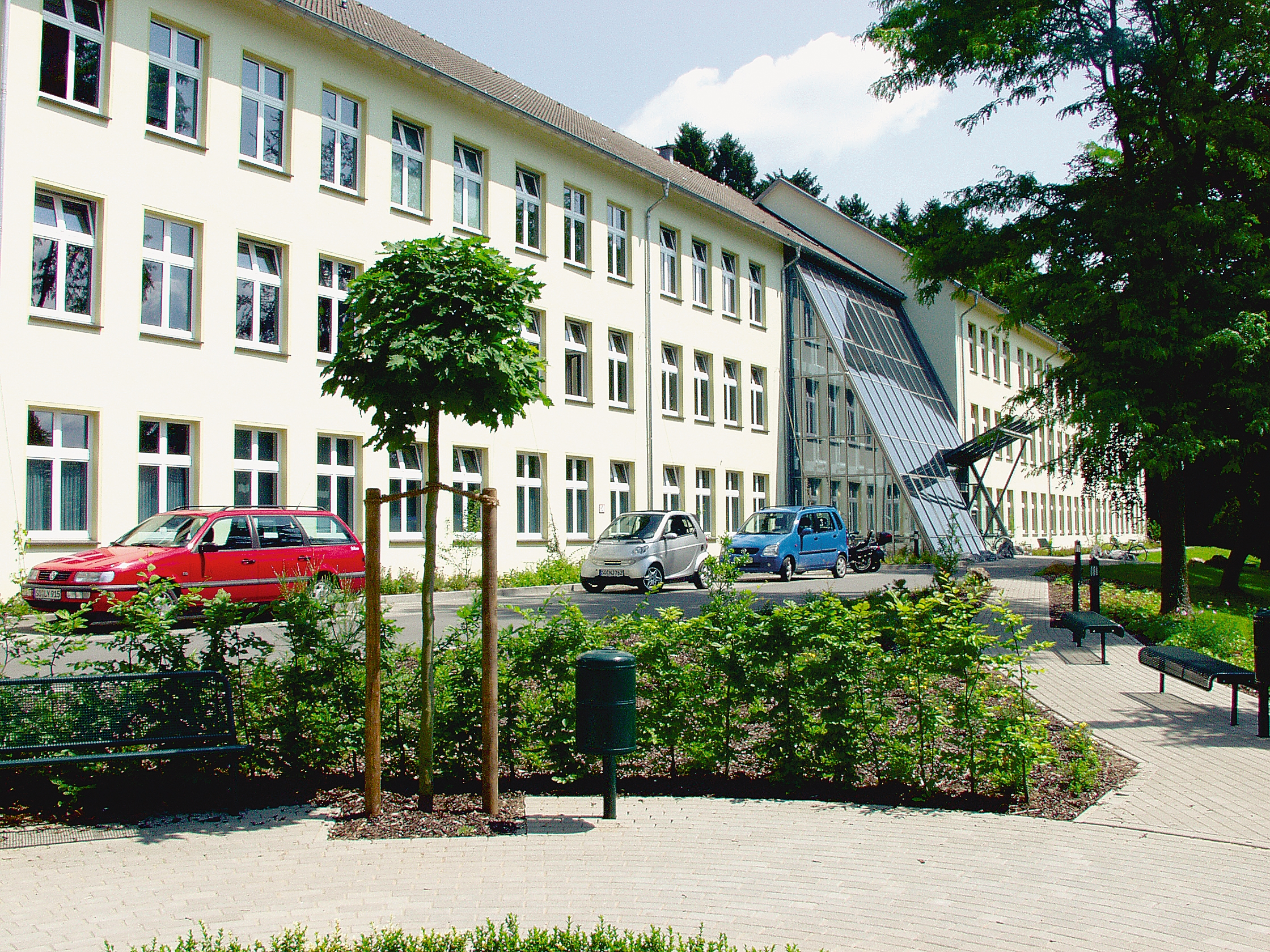
In einem weiteren Gebäude ist die LWL-Tagesklinik weitere Stationen und Abteilungen der LWL-Klinik Warstein untergebracht

 Der Klinik angeschlossen sind das LWL-Rehabilitationszentrum Südwestfalen, in dem abhängigkeits-/suchtkranke Menschen behandelt werden und das LWL-Institut für Rehabilitation Warstein zur beruflichen Rehabilitation psychisch erkrankter Menschen. 2001 wurde die Organisation der LWL-Kliniken in Warstein und Lippstadt zusammengelegt.
Auf dem 43 Hektar großen Parkgelände der Klinik stehen neben den 273 Betten für die akute stationäre Behandlung psychischer Krankheiten auch 18 Tagesklinik-Plätze zur Verfügung. Der Bereich Sucht-Rehabilitation verfügt über 120 Betten. Ein großer Dienstleistungsbereich ist für Infrastruktur und Verwaltung aller Einrichtungen des regionalen Netzes zuständig.

## Geschichte
Im Jahr 1903 beschloss der Westfälische Provinziallandtag die Gründung der fünften „Provinzial-Irrenanstalt“ in Warstein. Der Bau der verschiedenen Gebäude zog sich von 1905 bis 1911 hin. Ursprünglich war eine Kapazität von 800 Patienten geplant. In der Bauphase wurde diese aber auf 1.450 erhöht. Die ersten Patienten wurden 1905 von Lengerich nach Warstein verlegt. Im Jahr 1911 betrug die Zahl der Patienten bereits 1.250. Insbesondere während des „Steckrübenwinters“ von 1916/17 starben zahlreiche Patienten an Unterernährung, Tuberkulose und Typhus. Die Erfahrungen führten 1922 zur Anpachtung des Suttroper Gutes der Freiherren von Fürstenberg, um so Selbstversorgung betreiben zu können.
Seit 1919 war in der Einrichtung auch der Krankenpflegeorden der Vinzentinerinnen tätig. Während der Weimarer Republik wurden neue Heilmethoden eingeführt. Dazu zählten der Ausbau der Arbeitstherapie, physikalische Methoden, psychotherapeutische Verfahren sowie Schockbehandlungen mit Insulin und Pentetrazol. Seit 1937 wurde auch die Elektrokrampftherapie eingesetzt. Nach dem „Gesetz über die Verhütung erbkranken Nachwuchses“ vom 14. Juli 1933 wurden bei 675 Patienten Sterilisierungen vorgenommen. Diese wurden allerdings nicht in Warstein selbst, sondern extern vorgenommen. Im Jahr 1934 wurde der bisherige ärztliche Leiter Hegemann, der nicht als linientreu galt, durch den Arzt Petermann ersetzt. Im Jahr 1936 wurde eine besondere Sammelabteilung für tuberkulose- und psychisch erkrankte Menschen aus allen westfälischen Kliniken eingerichtet. Nachdem 1941 auf dem Anstaltsgelände ein Reservelazarett mit einer Kapazität von 1.200 Betten eingerichtet worden war, kam es zur massenhaften „Verlegung“ der Patienten in Tötungsanstalten wie Hadamar. Insgesamt fielen 1.576 Patientinnen und Patienten dem nationalsozialistischen Euthanasieprogramm zum Opfer.
Nach dem Ende des Zweiten Weltkrieges waren im Reservelazarett 1.668 Soldaten untergebracht. Später folgte die Aufnahme von etwa 500 tuberkulosekranken sowjetischen Staatsbürgern. Zwischen 1946 und 1954 war auf dem Gelände der Anstalt die Blindenschule Soest untergebracht. In den folgenden Jahrzehnten kam es zum Neubau neuer Stationen der Anstalt, darunter 1973 eine gerontologisch-psychiatrische Abteilung. Auch ein Wohnheim für die Ordensschwestern wurde neu gebaut. Ein tiefer Einschnitt war die Psychiatriereform der 1970er Jahre mit ihrer Enthospitalisierung und Dezentralisierung.

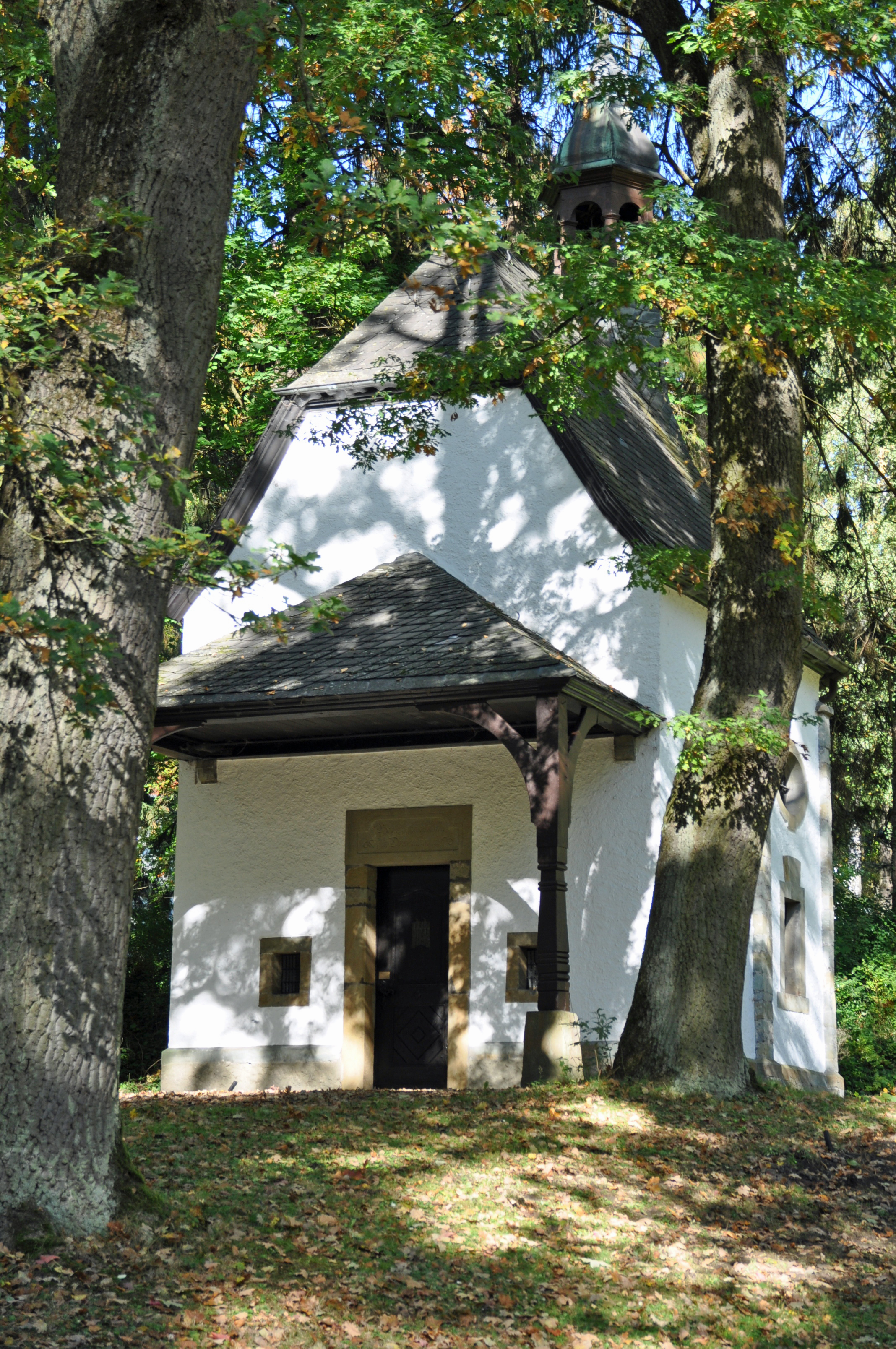
Die Treise-Kapelle wurde 1985 zur Gedenkstätte für die Opfer der Euthanasie

Die Treise-Kapelle, die sich auf dem Gelände der LWL-Einrichtungen in Warstein befindet, wurde auf Initiative des Krankenpflegers Karlo Klucken, des Verwaltungsleiters Andreas Mueller-Andriessen und des Krankenhauspfarrers Werner Tröster 1985 zur Gedenkstätte für die Warsteiner Opfer der Euthanasie. Das Mahnmal, in Form von zwei Bildern, wurde am 17. November (Volkstrauertag) eingeweiht. Seit 1985 findet jährlich am Totensonntag eine öffentliche Gedenkfeier für die Opfer der NS-Diktatur statt. 2012 beschlossen die Betriebsleitungen der LWL-Klinik und der LWL-Heime in Warstein, die Anonymität der Euthanasie-Opfer aufzuheben und sie durch Ergänzung und Gestaltung der Gedenkstätte Treise-Kapelle vor dem Vergessen zu bewahren. Die abnehmbaren Täfelchen mit den Namen der Opfer werden somit zu 1575 einzelnen kleinen Skulpturen. Sie werden an Mitarbeiter der Klinik, an Warsteiner Bürger, an Personen des öffentlichen Lebens und an alle Interessierten verteilt. Somit kann jedermann symbolisch die „Patenschaft“ für einen der deportierten Patienten übernehmen und die Erinnerung daran wachhalten.
Die Landschaftsversammlung beschließt im Februar 2007, dass die Einrichtungen des Landschaftsverbands Westfalen-Lippe (LWL) umbenannt werden, damit sich der Träger als Dachmarke der Einrichtungen hervorhebt: So wird die Westfälische Klinik Warstein in LWL-Klinik Warstein umbenannt. Im Laufe der letzten Jahre kristallisierte sich eine veränderte Bedarfslage in der psychiatrischen Versorgungslandschaft heraus: Der Anteil depressiver Patienten stieg an, wobei insbesondere auch der Anteil älterer depressiver Personen anwuchs. Vor diesem Hintergrund wurde die Abteilung D entwickelt und zum 1. Juli 2012 ins Leben gerufen.
Im hauseigenen Museum der LWL-Klinik, das dienstags und mittwochs und für Gruppen nach individueller Vereinbarung öffentlich zugänglich ist, erhält man einen Einblick in über 100 Jahre Psychiatriegeschichte. Im Frühjahr 2015 ist das Gelände der Klinik Drehort der Verfilmung des Romans Nebel im August, welcher das Leben des Jenischen Ernst Lossa beschreibt.
Seit dem Winter 2015 stellt die LWL-Klinik zwei derzeit nicht genutzte Gebäude der Stadt Warstein zur Bewältigung der Flüchtlingskrise zur Verfügung.

## Behandlungskonzepte

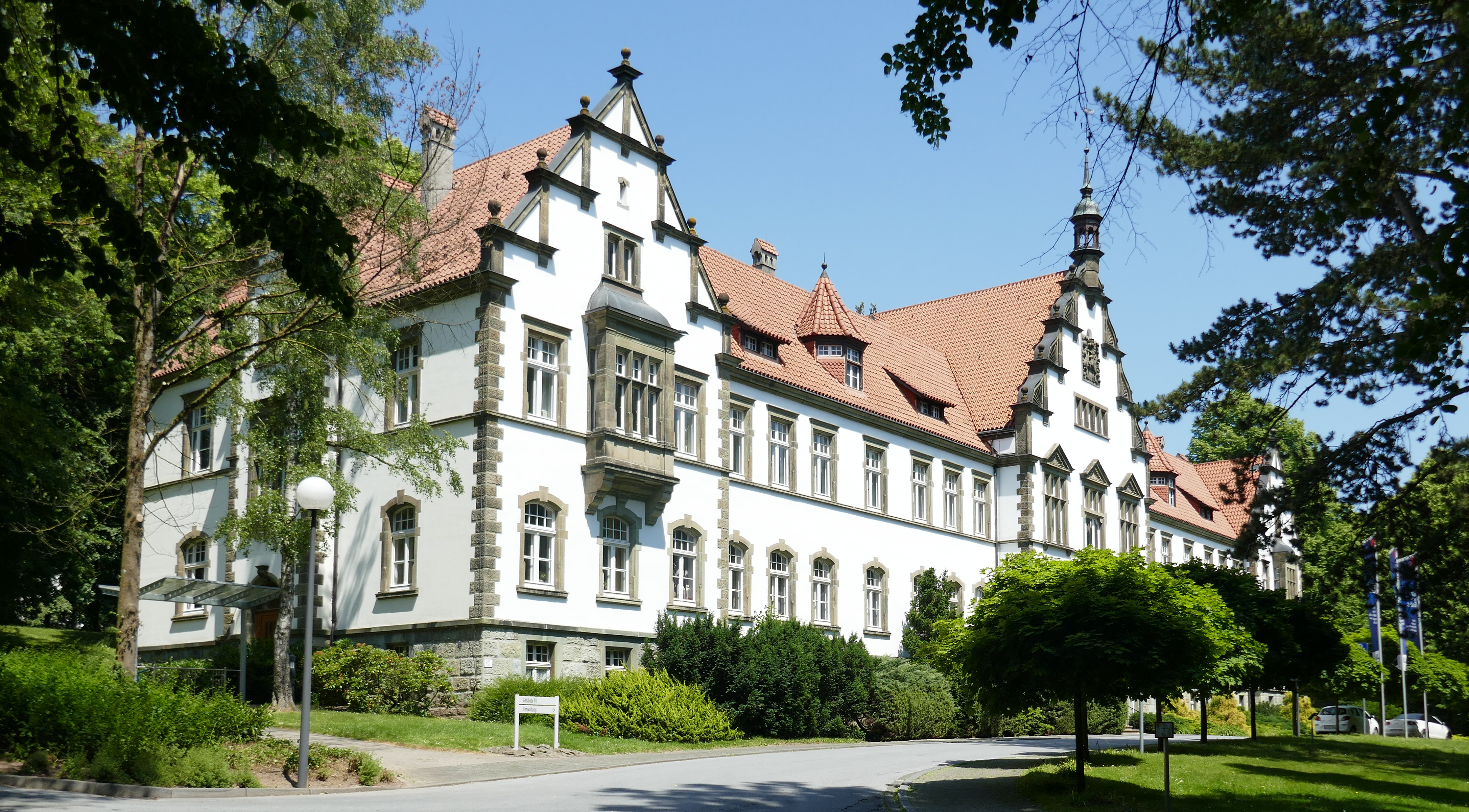
Verwaltungsgebäude der LWL-Klinik.

In der Klinik werden alle wesentlichen psychiatrischen Behandlungsmethoden, also medizinische, pflegerische, psychologische, sozio-, ergo-, physio- und kreativtherapeutische Verfahren eingesetzt. Die Konzepte reichen von der kurzfristigen, intensiven Therapie (z. B. Krisenintervention) über die mittelfristige mehrdimensionale Behandlung bis hin zur mehrwöchigen oder -monatigen Rehabilitation. In der LWL-Klinik Warstein werden Menschen aller Altersgruppen ab dem 18. Lebensjahr mit unterschiedlichen Krankheitsbildern behandelt. Die Klinik versteht sich als fachlich moderner Dienstleistungsbetrieb für psychisch erkrankte Menschen, die hier eine individuelle Therapie nach den heutigen Standards der Wissenschaft erfahren.

## Fachabteilungen

### Allgemeine Psychiatrie
In der Abteilung Allgemeine Psychiatrie wird nach dem Prinzip der inneren Differenzierung gearbeitet. Die Stationen, von denen fünf offen und eine geschlossen geführt werden, unterscheiden sich durch verschiedene therapeutische Schwerpunkte. Diese liegen auf der Behandlung von psychotischen Störungen, Persönlichkeits- und Anpassungsstörungen/Borderline (auch bei zusätzlichem Hilfebedarf), psychischer Erkrankungen und Sucht sowie der Behandlung psychiatrischer Notfälle und Krisenintervention. Das Therapieprogramm ist jeweils auf den Schwerpunkt ausgerichtet. Die Behandlung gliedert sich in Aufnahme-, Behandlungs- und Entlassungsphase. In der Aufnahmephase stehen die Diagnostik, die Entlastung der Patientin oder des Patienten und die Planung der Behandlung im Fokus. In der Therapiephase sind die Patientinnen und Patienten in das vollständige Programm eingebunden, um in der Entlassungsphase auf die Zeit nach dem Aufenthalt vorbereitet zu werden. Die Mitarbeit von Angehörigen an der Behandlung ist ein wichtiger Bestandteil des Therapiekonzeptes und fördert so die Selbsthilfe. Das Ziel der Behandlung ist nicht nur die Überwindung der Krankheit, sondern auch die Sicherstellung einer aktiven Krankheitsbewältigung und eine angemessene und zufriedenstellende soziale Integration.

### Depressionsbehandlung
Inhaltlich werden depressiv erkrankte Menschen jeder Altersgruppe behandelt. Von den zwei Stationen ist eine spezialisiert auf die Therapie jüngerer Depressiver (ca. bis 50 Jahre), während die andere einen Schwerpunkt in der Behandlung über 50-jähriger depressiver Menschen hat. Bei älteren, depressiven Patienten zeigt sich, dass diese oft zusätzlich unter psychosomatischen Erkrankungen, insbesondere chronischen Schmerzstörungen leiden, so dass die Station eine zusätzliche Spezialisierung entwickelte und von dieser aus eine enge Kooperation mit den Schmerztherapeuten des KlinikumsStadtSoest aufgebaut wurde. Im Vordergrund der Behandlung steht in erster Linie die Lösungsorientierung, unter Nutzung der individuellen Fähigkeiten. Die Patienten entwickeln Bewältigungsstrategien und setzen diese aktiv ein. Während der Behandlung werden, von einem Basistherapieprogramm ausgehend, die Themen und Belastungsfelder patientenbezogen definiert, Lösungsstrategien entwickelt und schließlich auch die Entlassung ausreichend langfristig geplant, um eine nachhaltige Verbesserung und Stabilisierung des Befindens zu erreichen. Die Patienten sollen zuletzt in der Lage sein, das in der Therapie Erreichte auch im häuslichen Umfeld umzusetzen, um so längerfristig gesund zu bleiben.

### Integrative Psychiatrie und Psychotherapie (IPP)
Der Schwerpunkt der Abteilung liegt auf ambulanten und teilstationären Angeboten. Hierzu werden am Standort Warstein eine psychotherapeutische Tagesklinik und eine Institutsambulanz in den Bereichen Allgemeine Psychiatrie, Gerontopsychiatrie und Suchtmedizin vorgehalten. Die Behandlung zielt auf die Wiederherstellung der psychischen Stabilität sowie auf die Förderung der lebenspraktischen, sozialen und kognitiven Kompetenzen. Eine tagesklinische Behandlung kommt immer dann in Betracht, wenn eine ambulante Therapie nicht ausreicht, aber eine vollstationäre Behandlung nicht notwendig ist. Von Montag bis Freitag in der Zeit von 8 bis 16 Uhr werden die Patientinnen und Patienten in der LWL-Tagesklinik Warstein behandelt. In der verbleibenden Zeit leben sie wie gewohnt in ihrem normalen Umfeld. Dadurch halten sie ihre sozialen Bezüge aufrecht und können das Erlernte direkt in der Praxis erproben. Es werden überwiegend Depressionen und Angststörungen, aber auch Zwangsstörungen, Persönlichkeitsstörungen und Psychosen behandelt.

### Gerontopsychiatrie

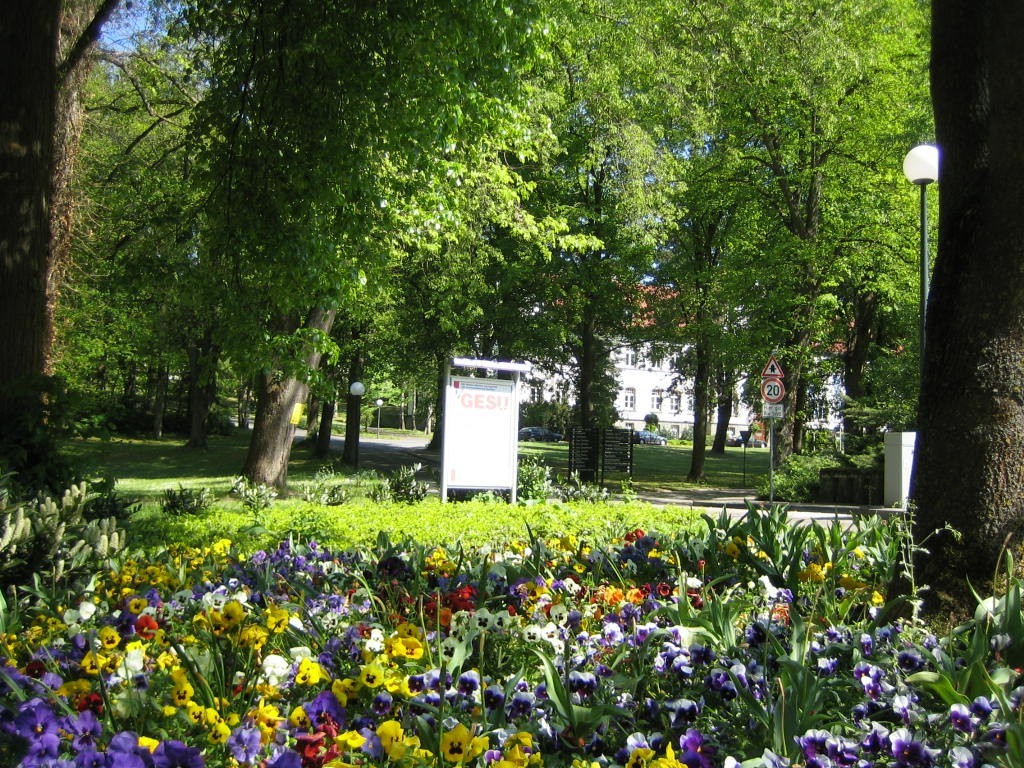
Der Klinikpark

In der Abteilung Gerontopsychiatrie werden mit Ausnahme von Depressionen alle psychischen Erkrankungen des höheren Lebensalters (ab 60 Jahren) mit spezialisierten Therapien behandelt. Dies gilt insbesondere für die verschiedenen Demenzerkrankungen und die mit ihnen verbundenen Störungen von Verhalten und Erleben, aber auch für affektive Störungen, wie v. a. Psychosen und Abhängigkeitserkrankungen, wenn sie im Zusammenhang mit affektiven Störungen auftreten. Vordringlichstes Ziel der Behandlung ist eine Rückbildung der Krankheitssymptome. Aber auch eine Akzeptanz und der Umgang mit chronischer Erkrankung spielen eine Rolle. Im Ganzen wird eine Integration moderner neurowissenschaftlich basierter, psychotherapeutisch ausgerichteter und sozialpsychiatrischer Ansätze unter Einbindung des sozialen Umfelds angestrebt.

### Suchtmedizin
Schwerpunkt des Behandlungsangebotes ist der Qualifizierte Entzug von Alkohol, Cannabis, Medikamenten und illegalen Drogen (Heroin, Kokain, Ecstasy, LSD, Amphetaminen etc.). Die vier Stationen am Standort Warstein haben jeweils eigene Behandlungsschwerpunkte für unterschiedliche Subgruppen der Suchterkrankung, zum Beispiel für Erst- und Rückfallbehandlung, und die Behandlung von Doppeldiagnosen (Sucht und Angst, Sucht und Depression). In allen Stationen werden Frauen und Männer gemeinsam behandelt. Drei Stationen werden offen geführt, eine Station ausgangskontrolliert. Ziel ist es, neben der (medikamentösen) Behandlung die Motivation für eine langfristige Abstinenz zu fördern und entsprechende Unterstützungsmöglichkeiten vorzustellen und zu organisieren. Dazu stehen Einzel- und Gruppengespräche, Sozialberatung, Informationsvermittlung, Sport- und Bewegungstherapie, Ergotherapie sowie weitere Behandlungsbausteine zur Verfügung. Die Anmeldung in der Abteilung Suchtmedizin ist seit 2013 auch online möglich.

### Sucht-Rehabilitation
Das Therapieangebot der Abteilung richtet sich an erwachsene Menschen mit einer Abhängigkeitserkrankung (Alkohol, Medikamente, illegale Drogen), auch wenn sie gleichzeitig unter weiteren psychischen Störungen leiden, wie Ängsten, Depressionen, Psychosen, emotional-instabilen Persönlichkeitsstörungen oder Nachwirkungen traumatischer Erfahrungen. Schwerpunkt ist die stationäre Entwöhnungstherapie, es besteht aber auch die Möglichkeit der ambulanten und ganztägig ambulanten (teilstationären) Therapie. Ziele sind die Erreichung einer dauerhaften und zufriedenen Abstinenz sowie die soziale und berufliche (Wieder-)Eingliederung.
Gemeinsam mit den Betroffenen wird nach der Eingangsdiagnostik ein individueller Therapieplan erstellt, der zahlreiche Therapiebausteine beinhaltet. Hierzu gehören medizinische, psychiatrische, psychologische, psychotherapeutische, soziale, bewegungs- und ergotherapeutische Hilfemaßnahmen, die der Überwindung der Abhängigkeitserkrankung und so auch der Besserung bzw. Stabilisierung der psychischen Verfassung dienen sollen.

## Ausbildung, Beruf und Weiterbildung
Die LWL-Klinik Warstein kooperiert als Lehreinrichtung für klinische Psychologie/Psychotherapie mit dem Institut für Psychologie der Universität Bochum im Rahmen der Ausbildung zum psychologischen Psychotherapeuten. Ebenfalls ist die LWL-Klinik durch die Ärztekammer Westfalen-Lippe als Weiterbildungsstätte für die Facharztweiterbildung „Psychiatrie und Psychotherapie“ sowie „Forensische Psychiatrie“ anerkannt. Die DGPPN zertifizierte 2014 die Klinik als Weiterbildungszentrum für Psychiatrie und Psychotherapie nach den Richtlinien der Europäischen Facharztgesellschaft (UEMS).

Am Standort Lippstadt unterhält die Klinik die LWL-Akademie für Gesundheits- und Pflegeberufe Lippstadt mit mehr als 120 Ausbildungsplätzen in der Gesundheits- und Krankenpflege. Gemeinsam mit der LWL-Klinik Lippstadt unterhält die Klinik Warstein das Fort- und Weiterbildungszentrum der LWL-Kliniken im Kreis Soest. Dieses steht auch externen Teilnehmern zur Verfügung. Der LWL bietet am Standort Warstein für Schulklassen – z. B. für weiterführende Schulen – Besuchertage mit einer Klinikbesichtigung an. Hier wird den Schülerinnen und Schülern die Arbeit mit den Patienten sowohl der geschichtliche Hintergrund der Einrichtungen näher gebracht.